# Карл Альбрехт Австрийский
Эрцгерцог  Карл Альбрехт Австрийский (нем. Karl Albrecht Nikolaus Leo Gratianus von Österreich, позднее  Карл Альбрехт Габсбург-Лотарингский , с 1919 года —  Кароль Ольбрахт Габсбург-Лотарингский; 18 декабря 1888, Пула — 17 марта 1951, Эстервик, под Стокгольмом) — член Габсбург-Лотарингского дома.

## Ранняя жизнь и карьера

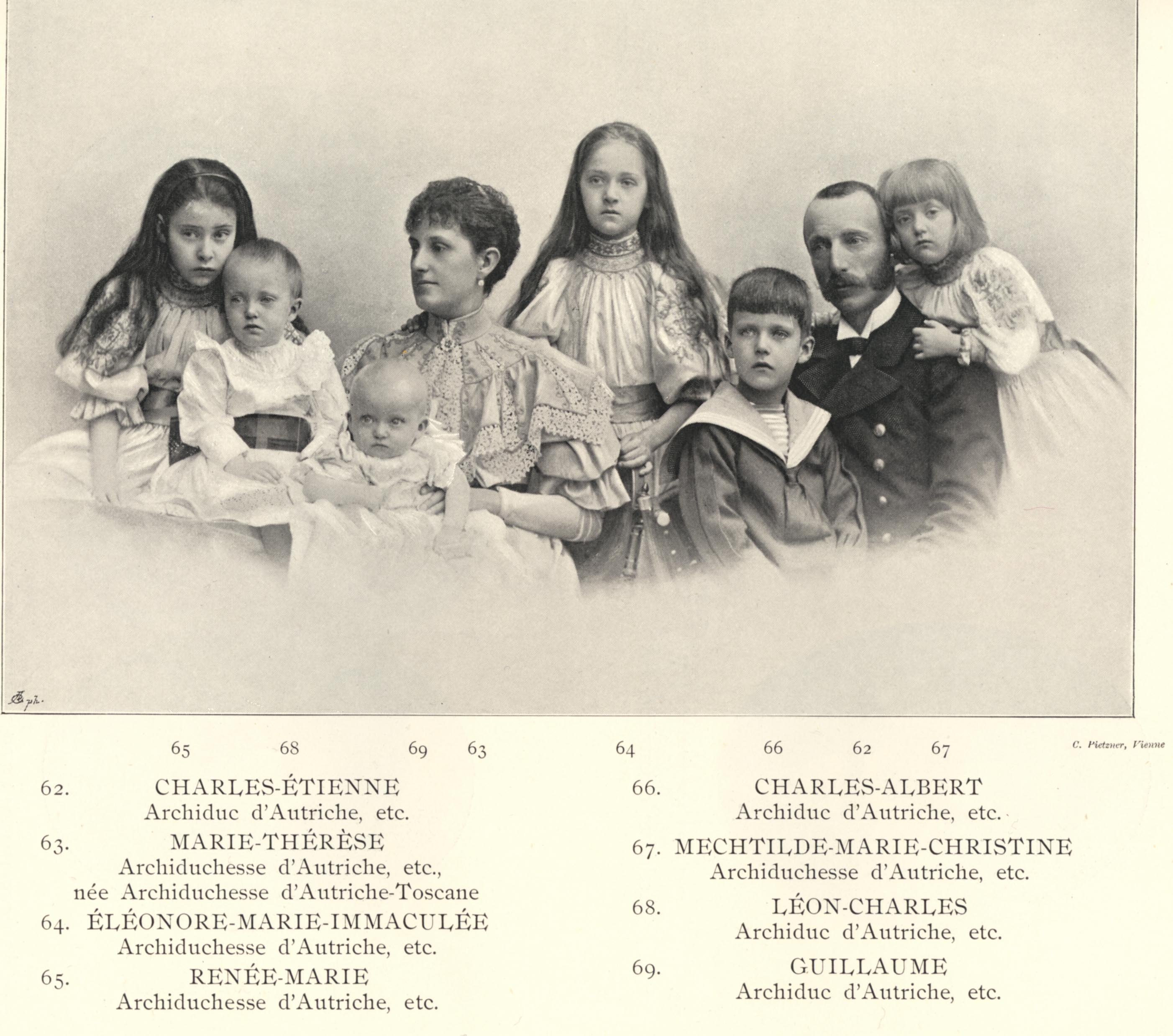
Карл Альбрехт с родителями, братьями и сестрами (1896 год)

Родился 18 декабря 1888 года в городе Пула (современная Хорватия). Старший сын адмирала императорских и королевских военных сил, эрцгерцога Карла Стефана Австрийского (1860—1933) и эрцгерцогини Марии Терезии, принцессы Тосканской (1862—1933). Владел имением Живец под Краковом.

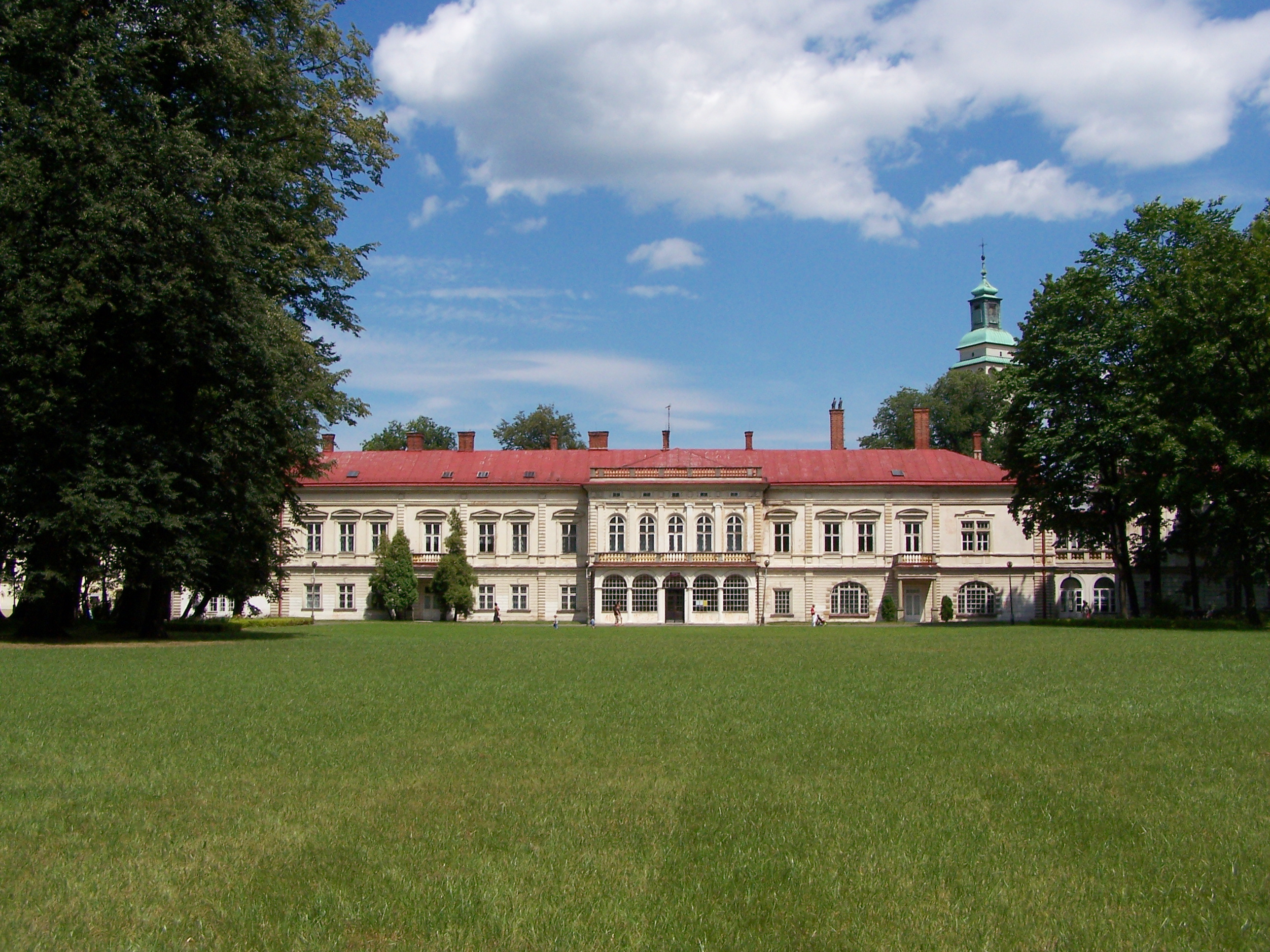
Новый Живецкий замок эрцгерцога Карла Альбрехта Австрийского, Польша

## Служба в армии Австро-Венгрии
После сдачи экзамена на аттестат зрелости, в 1907 году эрцгерцог Карл Альбрехт поступил в Военно-Техническую академию в Вене. В 1910 году после окончания обучения он начал военную карьеру в звании подпоручика во 2-м полку полевых гаубиц. В 1912 году Карл Альбрехт был переведен во 2-й дивизион конной артиллерии, где вскоре был повышен до звания лейтенанта. С этого времени начинается его дружба с генералом Францишеком Клеебергом. Во время Первой мировой войны эрцгерцог вначале воевал на восточном фронте, а затем в Тироле. В 1916 году он командовал 1-м дивизионом 14-го полка полевых гаубиц. Быстро дослужился до звания майора, осенью 1916 года он был назначен командиром 8-го полка полевых гаубиц. Осенью 1917 года Карл Альбрехт получил чин полковника и был назначен командиром 23-й пехотной бригады.

## Служба в польской армии
После создания в 1916 году Германией и Австро-Венгрией Польского королевства Карл Альбрехт вместе со своим отцом Карлом Стефаном стал наиболее перспективным кандидатом на польский королевский престол. Отец и сын пользовались поддержкой императора Австро-Венгрии Франца Иосифа I, германского кайзера Вильгельма II и королей Баварии, Болгарии, Саксонии и Вюртемберга. После смерти Франца Иосифа новый император Австро-Венгрии Карл I (1916—1918), стремившийся присоединить к Австро-Венгерской империи Царство Польское, перестал поддерживать своих родственников. Эрцгерцог Вильгельм Франц Австрийский (1895—1948), младший брат Карла Альбрехта, в 1918 году безуспешно претендовал на украинский престол.
В 1918 году эрцгерцог Карл Альбрехт Австрийский, чувствуя себя поляком, вступил добровольцем в Войско Польское. 1 мая 1920 года ему было поручено командование 16-й артиллерийской бригады 16-й поморской пехотной дивизии. Он также был командующим обороны крепости Грудзендз. Принимал участие в Польско-украинской войне (1918—1919) и Советско-польской войне (1919—1921). В 1924 году эрцгерцог был офицером запаса 21-го полка легкой артиллерии, подтвержденным в чине полковника со старшинством с 1 июня 1919 года и 2-м в списке старшинства офицеров артиллерии в запасе. Через десять лет Карл Альбрехт занимал первое место в списке старшинства офицеров артиллерии народного ополчения.

## Последние годы жизни
В течение двадцати лет (до 1939 года) Карл Альбрехт управлял своим имением Живец в окрестностях Кракова. В 1939 году после начала Второй мировой войны он попытался вступить добровольцем в польскую армию, но не был принят. После сентябрьской кампании вернулся в Живец. В ноябре 1939 года эрцгерцог заявил о польской национальности и отказался подписывать фолькслист. В ноябре 1939 года он был заключен в тюрьму, содержался в Цешине и подвергался пыткам гестапо. Его жена была интернирована в город Висла. Покинул тюрьму слепым на один глаз и наполовину парализованным. В октябре 1942 года Альбрехт и его семья были отправлены в трудовой лагерь в Штраусберге. После освобождения Альбрехт перебрался в Краков, а оттуда в 1946 году тяжело больной был перевезён своей женой в Швецию. Его имение Живец было конфисковано в 1939 году после немецкой оккупации и в 1945 году после создания Польской народной республики.

## Семья и дети
8 ноября 1920 года в замке Живец он женился морганатическим браком на шведке Элис Элизабет Анкаркроне (18 декабря 1889 — 25 ноября 1985), вдове графа Людвига Иосифа Владислава Бадени (1873—1916). Она была старшей дочерью Оскара Карла Густава Анкарскроны и Анны Карлесон. 15 декабря 1949 года глава Габсбург-Лотарингского дома Отто фон Габсбург пожаловал ей титул принцессы «фон Альтенбург». Их дети:
- Карл-Стефан фон Альтенбург (29 октября 1921, Балице, Польша — 20 июня 2018, Стокгольм). Женился в Женеве (Швейцария) 18 сентября 1952 года на своей кузине, Марии-Луизе Виктории Катарине Элизабет Петерсена (4 ноября 1910 — 27 мая 1998), супруги имели сына и дочь:
  - Принцесса Мария-Кристина фон Альтенбург (род 21 апреля 1953 года, Стокгольм), не замужем и бездетна
  - Принц Карл-Альбрехт фон Альтенбург (24 октября 1956 — 26 мая 1957 года)
- Мария-Кристина фон Альтенбург (8 декабря 1923, Живец — 2 октября 2012, Живец), незамужняя и бездетная.
- Карл-Альбрехт фон Альтенбург (4 августа 1926 — 19 декабря 1928 года)
- Рената фон Альтенбург (13 апреля 1931, Живец — 18 июня 2024). 26 июня 1957 года в Стокгольме вышла замуж за испанского дипломата Эдуардо де Зулуета и Дато (род. 4 декабря 1923 года). В браке родился один сын:
  - Карлос Эдуардо Рамон Мария де Зулуета и Габсбург-Лотарингский (19 октября 1958), разведён, имеет двух детей.

## Ордена и награды
- Орден Возрождения Польши I степени (Польша, 2023)[4]
- Орден Возрождения Польши III степени (Польша, 1938)
- Орден Заслуг перед Республикой Польша I степени (посмертно, 2022) (Польша)
- Крест Храбрых (Польша)
- Медаль «Участнику войны. 1918—1921»
- Орден Золотого руна (Австро-Венгрия)
- Орден Леопольда III степени (Австро-Венгрия)
- Орден Железной короны III степени (Австро-Венгрия)
- Крест «За военные заслуги» III степени с воинскими украшениями (Австро-Венгрия)
- Серебряная медаль «За военные заслуги» (Австро-Венгрия)
- Бронзовая медаль «За военные заслуги» (Австро-Венгрия)
- Войсковой крест Карла (Австро-Венгрия)
- Железный крест 1 и 2 класса (королевство Пруссия)
- Орден «Святые Равноапостольные Кирилл и Мефодий» 1 класса (царство Болгария)
- Орден Леопольда I I класса (королевство Бельгия)
- Орден Османие 1-го класса (Османская империя)
- Золотая медаль «За заслуги» (Османская империя)
- Военная медаль (Османская империя)
- Орден Славы 1-го класса (Тунис)
- Орден «За военные заслуги» 4-го класса с мечами (королевство Бавария)
- Орден «За храбрость» II и IV степени (царство Болгария)
- Крест «За военные заслуги» (Мекленбург)[нем.] 2-го класса
- Золотой Почётный знак Лиги противовоздушной и противогазовой обороны (Польша)